# Чандрапур (держава)
Чандрапур (або держава Чандра-Сірпур чи держава Телангана) — держава, що утворилася на початку XIII ст. як невеличке князівство в старовинній місцині Гондвана (країна гондів). Тривалий час перебувало під зверхністю сусідів. Лише у на початку XV ст. постала як самостійна держава. У 1564 році було підкорено імперією Великих Моголів. На початку XVIII ст. перебувало під зверхністю держави Деогарх-Наґпур. У 1751 році ліквідовано маратхським князівством Наґпур.

## Історія
Сформувалася на території південних гондів, на території сучасного індійського штату Телангана. Відбувався поступовий процес поєднання народностей під орудою військовика Колхіла, який скористався з послаблення держави Какатіїв, у сфері впливу якої перебували гонди. Протягом 1220-х років Какатіїв зазнали поразок від держави Чола. Цим скористався Колхіл, який утворив самостійну державу зі столицею в Сірпурі.
Протягом 1240—1280 років триває військове посилення держави, що вилилося в розширення її меж, зведення нових фортець та міст. Протягом 1280—1300 років були проведенні важливі внутрішні реформи, що поліпшили керованість землями, організацію війська, збирання податків.
Протягом 1-ї половини XIV ст. основні зусилля раджів Сірпуру були спрямовані на зміцнення влади, придушення змов знаті, яка чинила опір централізації. Водночас раджи зуміли захистити власну незалежність від спроб Делійського султанату підкорити державу гондів своїй влади. Все це сприяло політичному та економічному піднесенню князівства протягом кінця XIV — початку XV ст.
Втім протягом 1405—1445 років держава зазнала потужного нападу з боку Делійського султанату та внутрішнього розгардіяшу внаслідок корумпованих дій знаті й сановників. В результаті протягом 40 років довелося захищати власну незалежність та відновлювати сталу владу в державі. На деякий час визнається зверхність Гаджапатського царства.
У 1450-х роках відбувається перенесення столиці до Чандрапуру. З цього моменту сама держава отримує цю назву. Водночас знову відбувається політичне та економічне підсилення держави, що тривало до 1520-х років. Втім у 1540-х роках внаслідок невдалих війн з державою Гарха Чандрапур втратив самостійність. У 1564 році як вірний васал раджа Бабаджі Бхалал-шах брав участь у війні проти Великих Моголів, але зазнав поразки. Чандрапур визнав зверхність останніх.
Панівна династія зуміла зберегти владу в могольський період. У 1620-х та 1658—1660-х роках було здійснено спроби здобути незалежність. В цей момент відбувалася боротьба за трон Великих Моголів. Проте ці спроби виявилися марни: війська Чандрапуру зазнали поразки, значна частина земель сплюндрована. З цього моменту спроби відновити незалежність на тривалий час припинилися.
У 1707 році у зв'язку зі смертю падишаха Аурангзеба та боротьбою за трон його спадкоємців раджа Рам Шах оголосив свою незалежність. Разом з тим вимушений був боротися з іншою гондською державою — Деогарх, але зазнав поразки, визнавши зверхність останньому. Втім вона тривала до кінця 1720-х років, коли Деогарх зазнав поразок від Імперії Маратха.
У 1739 році війська Чандрапуру здійснили спроби розширити володіння на північ з огляду на боротьбу за трон в Деогархі, але зіштовхнулися з амбіціями маратхського військовика Раґходжі Бхонсле, який завдав поразку Чандрапуру. Війна 1751 року з маратхами князівства Наґпур й поразка в ній поклали край існуванню держави Чандрапур.

## Державний устрій
На чолі стояв раджа, що мав вищу політичну, військову та судову владу. Він спирався на своїх сановників (на кшталт міністрів), яких особисто призначав. Територія була поділена на області, в кожній з яких знаходилася фортеця. загалом нараховано 21 фортецю, тому припускають, що держава мала 21 область. Налагоджено систему збирання податків. Окремі чиновники слідкували за наявність необхідних запасів води для населення й поливу.

## Економіка
Основу становило землеробство. Господарство носило переважно натуральний характер. Лише під впливом Великих Моголів стала широко застосовуватися карбована монета. Більшою частиною землі володіла земельна знать (паттени), потім заміндани. Раджами та урядом час від часу здійснювалися заходи з розширення орних земель за рахунок джунглів, населення заохочувалася зводити дамби, щоб забезпечити воду для зрошення сільськогосподарських полів. численні ставки, де вирощувалася риба.
Ремісництво переважно обслуговувало потреби селян, війська та двору раджі.

## Культура
Більшість населення тривалий час було прихильником релігії гондів. Лише з XV ст. тут став посилюватися індуїзм. Протягом XIV—XV ст. держава зазнала декілька тривалих періодів піднесення культурного життя. Раджі підтримували поетів та письменників, що складали свої твори переважно мовою маратхі. Водночас набули величності традиційні фестивалі гондів, я кі проводилися в великих містах.

## Раджі
- Колхіл (1220—1240)
- Бхім Бхаллал Сінґх (1240—1262)
- Харджа Бхаллал Сінґх (1262-?)
- Хір Сінґх (бл.1300)
- Андіа Бхаллал Сінґх
- Талвар Сінґх
- Кешар Сінґх
- Дінкар Сінґх
- Рам Сінґх (?-1405)
- Сурджа Бхаллал Сінґх (1405—1445), прийняв титул Шершах
- Хандія Бхаллал Сінґх (1445—1490)
- Хір Шах (1490—1521)
- Бхума (1521—1530)
- Локба (1521—1530)
- Кондія Шах (1530—1560)
- Бабаджі Бхаллал Шах (1560—1597)
- Дундія Рам (1597—1622)
- Крішна Шах (1622—1640)
- Бір Шах (1640—1691)
- Рам Шах (1691—1735)
- Нілкант Шах (1735—1737)